# Can Solias
Can Solias és una obra de Barcelona inclosa a l'Inventari del Patrimoni Arquitectònic de Catalunya.

## Descripció
Casa de planta rectangular amb coberta a dues aigües. Té semisoterrani, planta baixa i un pis. A la dreta de la part davantera hi ha un porxo afegit que sobresurt de la façana, formant una petita terrassa. Aquesta construcció ha estat molt modificada i restaurada per tal de transformar-la en torre residencial. Entorn enjardinat bastant descuidat.

## Història
Finca que s'havia dedicat al conreu de la terra fins que es començà a urbanitzar. Fou adquirida per uns veïns, propietaris de la torre senyorial Can Feliu, que uniren les dues propietats. El 1985 l'adquireix la Fundació ASPASIM, entitat per a l'atenció a les persones amb greu discapacitat psíquica. L'edifici ha estat condicionat per la Generalitat de Catalunya, que costejà les obres per tal d'adaptar-lo a la seva funció actual.